# 富士山麓電気鉄道
富士山麓電気鉄道株式会社（ふじさんろくでんきてつどう、英: Fujikyu Railway Co., Ltd.）は、山梨県において鉄道事業と索道事業を営んでいる企業である。富士急行の完全子会社で、本社は南都留郡富士河口湖町の河口湖駅に所在する。

## 概要
2021年（令和3年）4月28日、富士急行は鉄道事業（富士急行線）を翌2022年（令和4年）をめどに分社化すると発表。同年5月25日に富士急行の全額出資で設立され、翌年4月1日に吸収分割の形で富士急行から鉄道事業を承継した。
さらに2023年（令和5年）6月1日、富士急行の直営であった「〜河口湖〜 富士山パノラマロープウェイ」の事業譲渡を受け、索道運営に進出した。
社名は、富士急行が1926年（大正15年）の創立時から1960年（昭和35年）まで使用していた商号と同一であり、社章も富士急行の初代社章を復活させている。なお、公式サイトなどで使われるロゴでは「富士山麓電氣鐵道󠄁株式會社」（厳密には『山』は人＋凵の異体字）と旧字体表記を用いるが、通常の案内や会社登記上はすべて新字体表記を用いる。

## 路線

### 鉄道
以下の2路線を運営している。なお両線は「富士急行線」として一体的に案内される。
- 大月線 大月 - 富士山 23.6 km
- 河口湖線 富士山 - 河口湖 3.0 km

両線は直通運転を行っており、両線の境界である富士山駅でスイッチバックが行われる。普通列車のほか、特急「フジサン特急」、特急「富士山ビュー特急」が、それぞれ運行されている。また、東日本旅客鉄道（JR東日本）中央本線の東京・新宿・高尾方面から、特急「富士回遊」を始めとした直通列車が設定されている。
なお、旧・富士山麓電気鉄道時代には下部 - 富士吉田 - 御殿場間の免許も取得していたが、下部 - 富士吉田間・山中湖 - 御殿場間が1930年、残る区間も1934年に免許が失効し、未成線となっている。

富士急行線の路線図
図の右側が高尾・東京方面、左側が甲府方面

### 索道
山梨県南都留郡富士河口湖町にて、索道路線「〜河口湖〜 富士山パノラマロープウェイ」を運営している。

## 車両
本節では、旧・富士山麓電気鉄道および富士急行に属していた鉄道車両についても扱う。
特記なき車両は電車。小田急電鉄等と同様に「○○系（けい）」ではなく「○○形（がた）」と呼称されていたが、1000系以降は「○○系」と呼称している。なお、一部の形式は勾配対策として抑速ブレーキを備えるが、普通用車両やJRからの乗り入れ車両については入線の必須条件とはされていない。
2019年の5000系運用終了により、富士急行の自社オリジナル車両は消滅し、すべて他社からの譲渡車のみに統一された。
以下のうち「富士山ビュー特急」8500系、「富士登山電車」1000系、普通列車用6000系は、工業デザイナーの水戸岡鋭治がデザインを手がけた。

### 現有車両
- 8500系 - 元JR東海371系。「富士山ビュー特急」用。2016年営業運転開始[11][12]。
- 8000系 - 元小田急20000形「RSE」。「フジサン特急」用。2014年営業運転開始[13]。
- 6000系 - 元JR東日本205系。2012年営業運転開始。
- 1000系 - 元京王5000系（初代）。1994年営業運転開始。

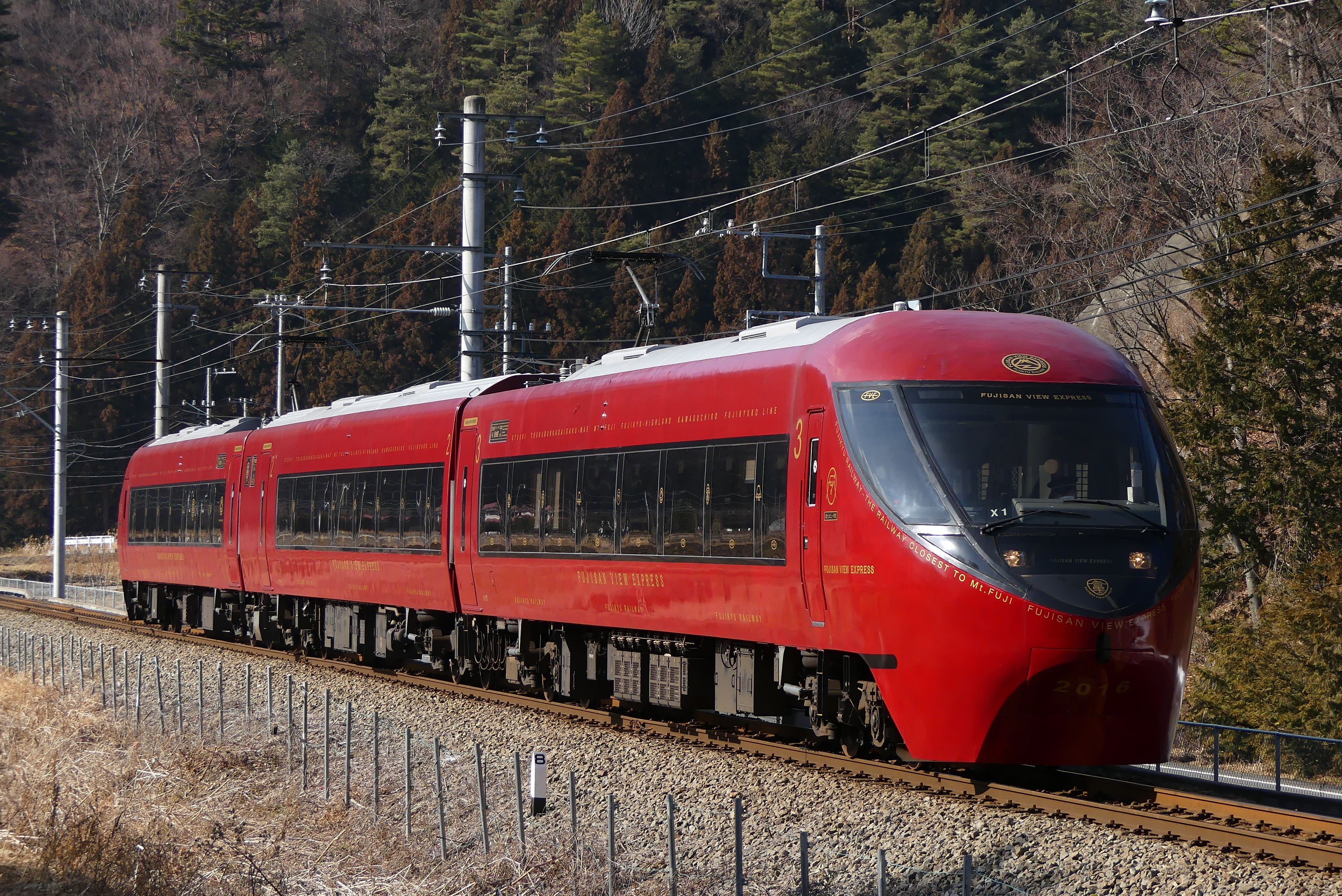
8500系「富士山ビュー特急」
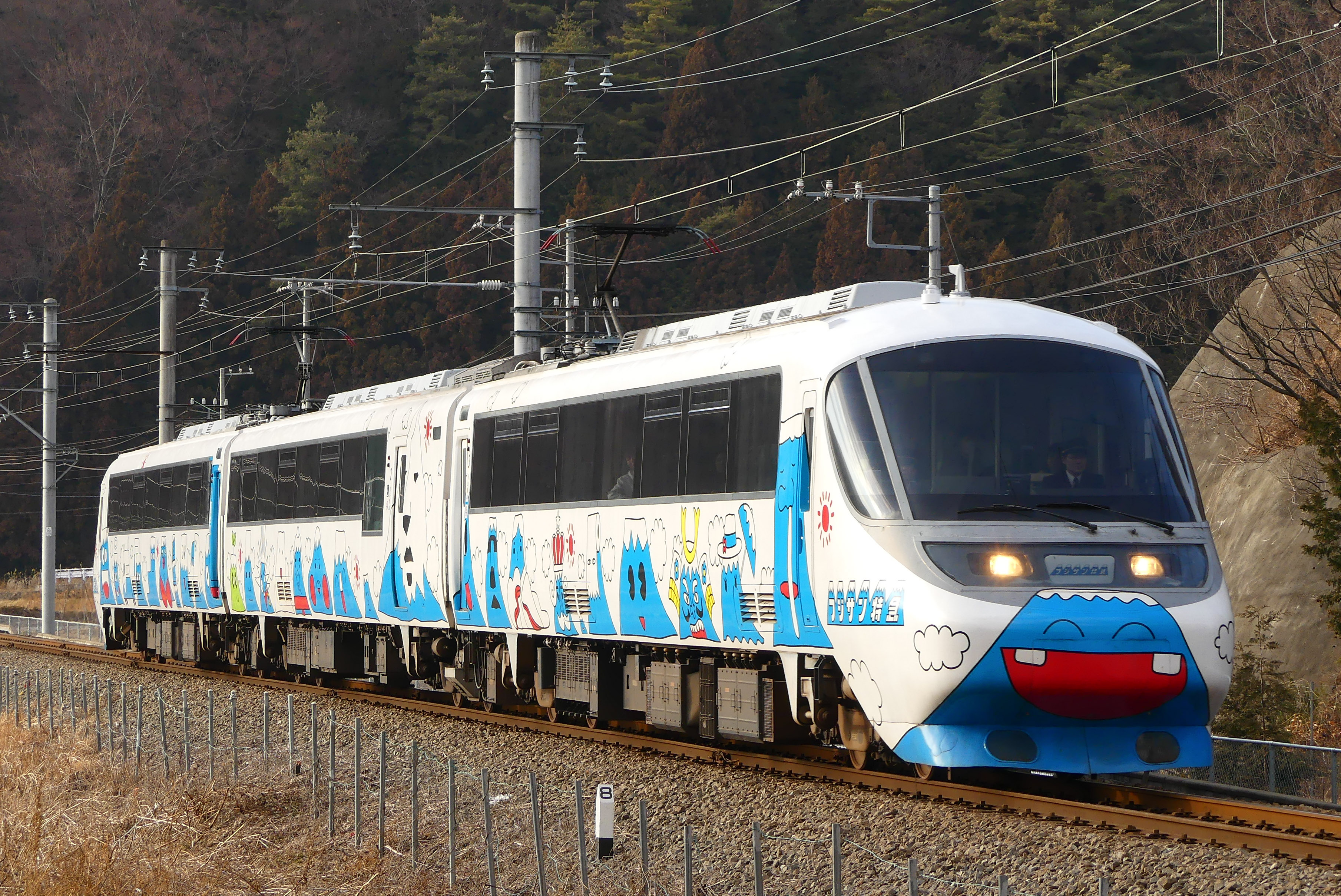
8000系「フジサン特急」
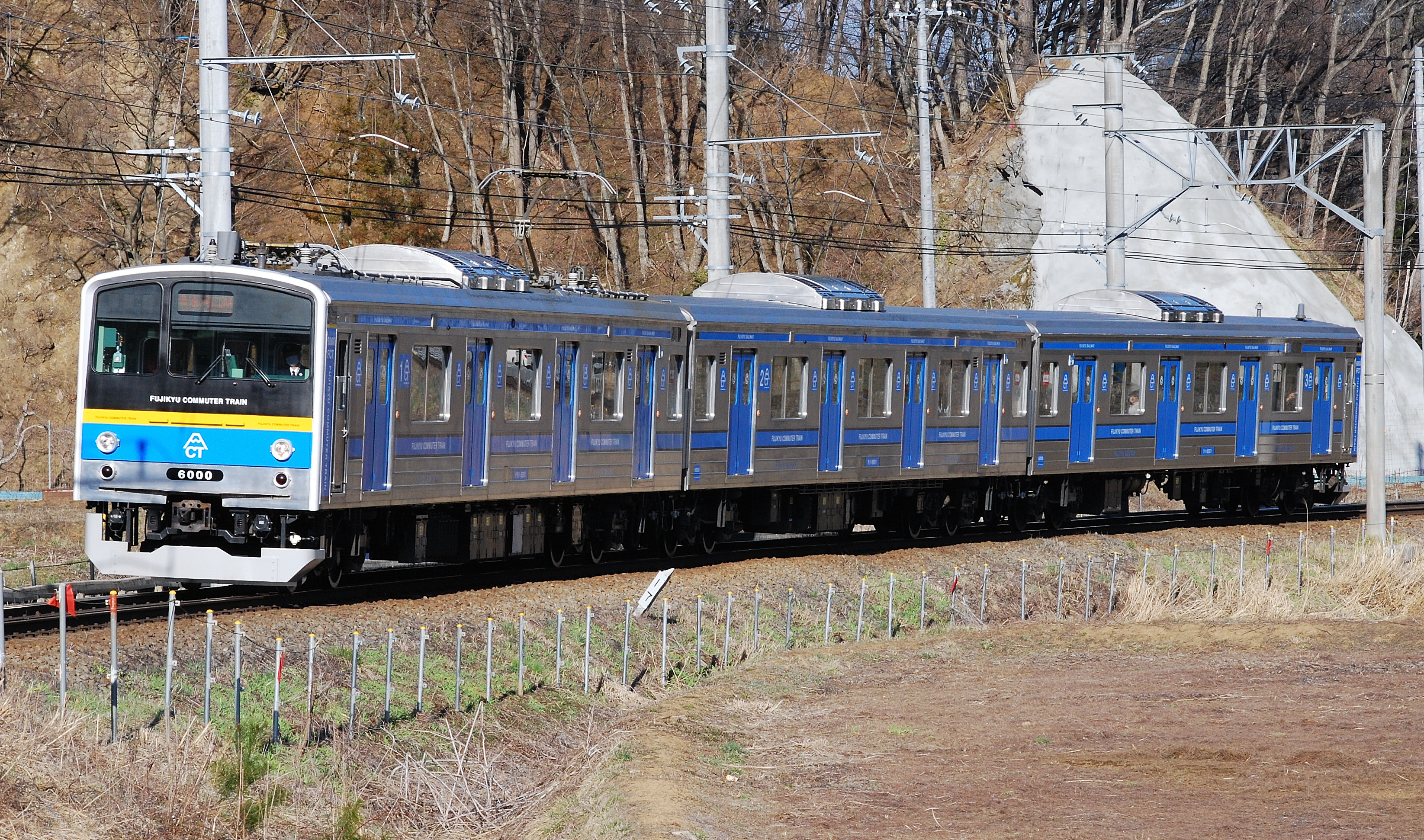
6000系
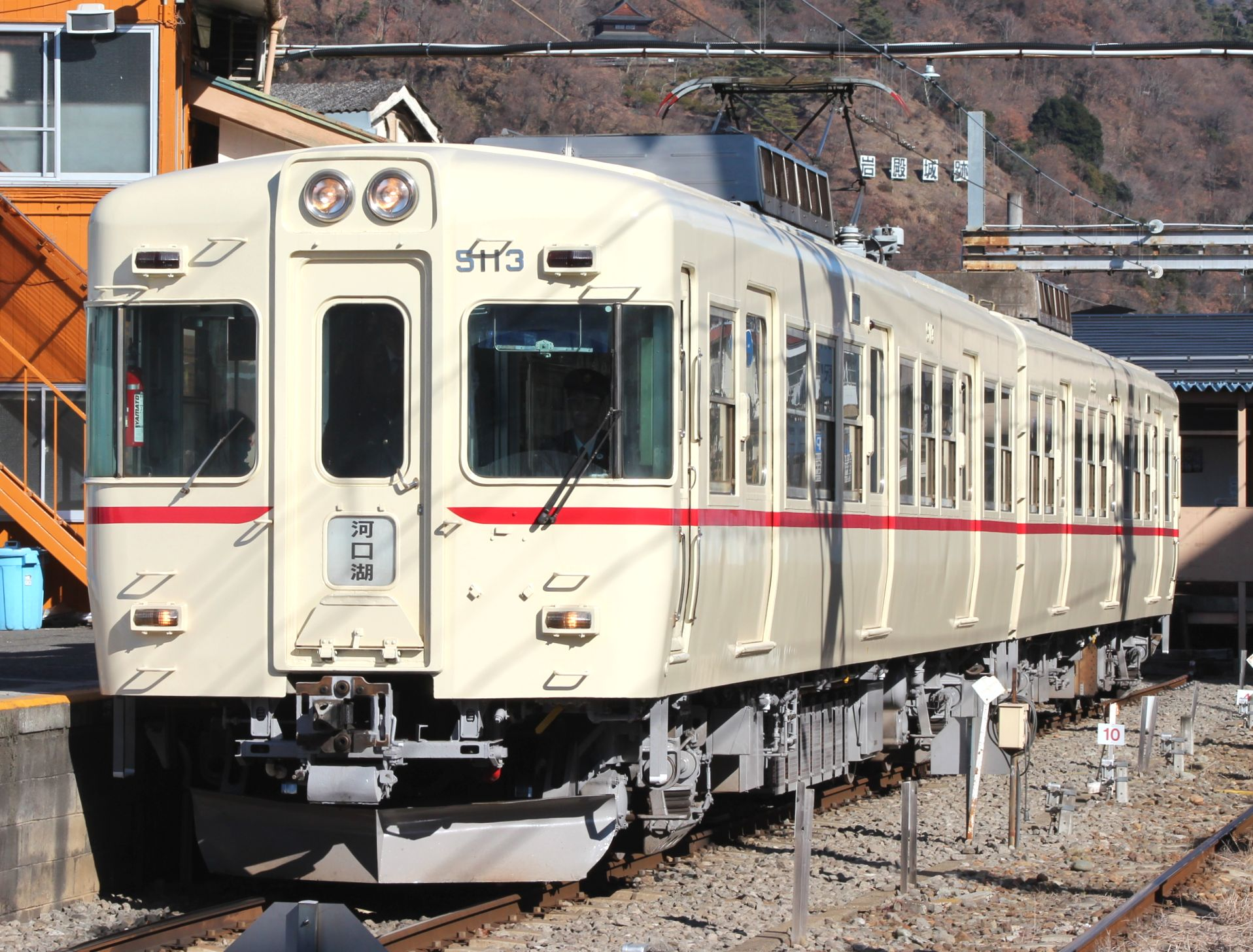
1000系
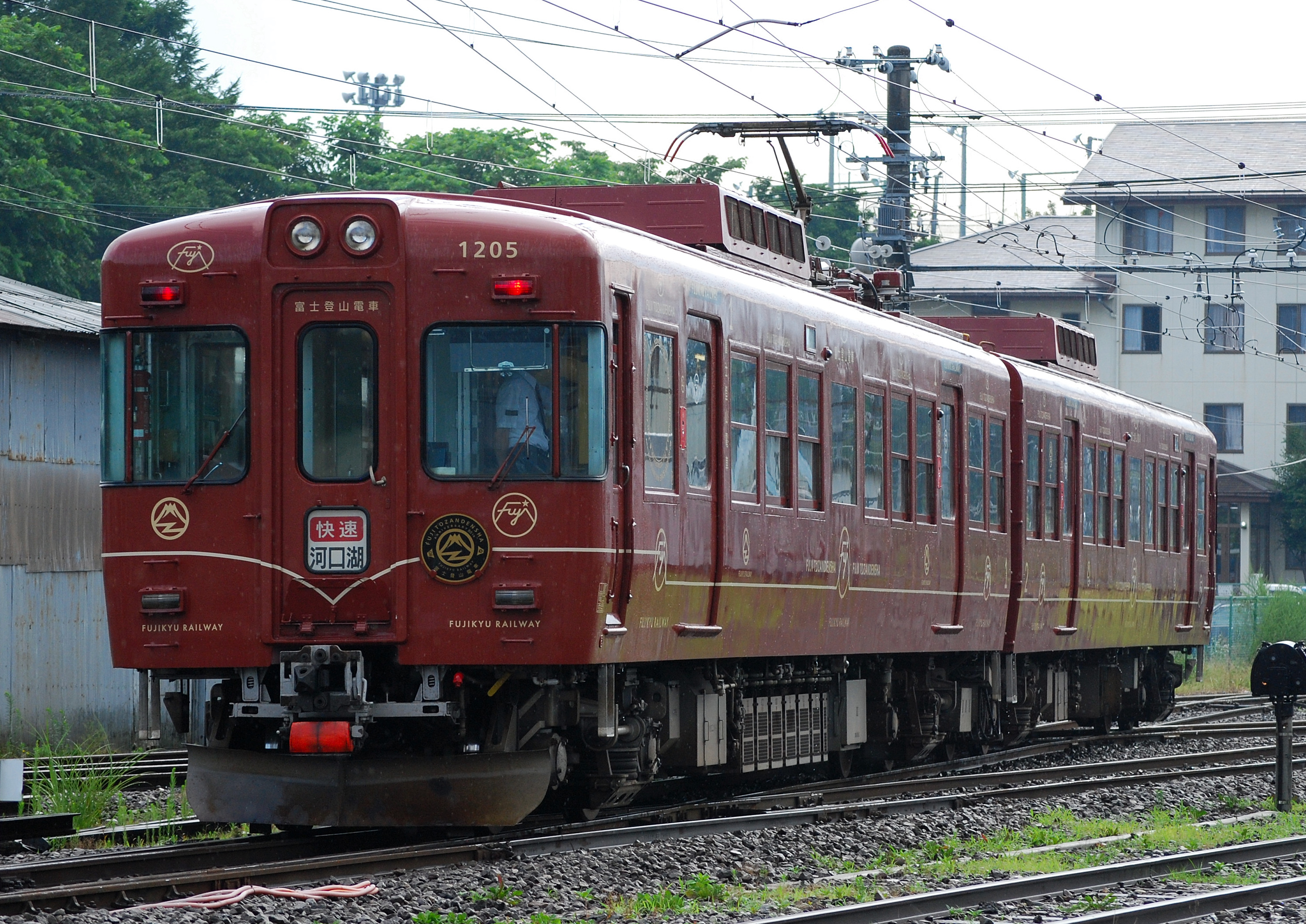
1000系「富士登山電車」

### 過去の車両
電車
- 2000系 - 元JR東日本165系。「フジサン特急」用。2001年譲受。2016年2月7日運用終了。
- 5000形 - 1975年新製。2019年2月23日運用終了。
- 5700形 - 元小田急2200形。

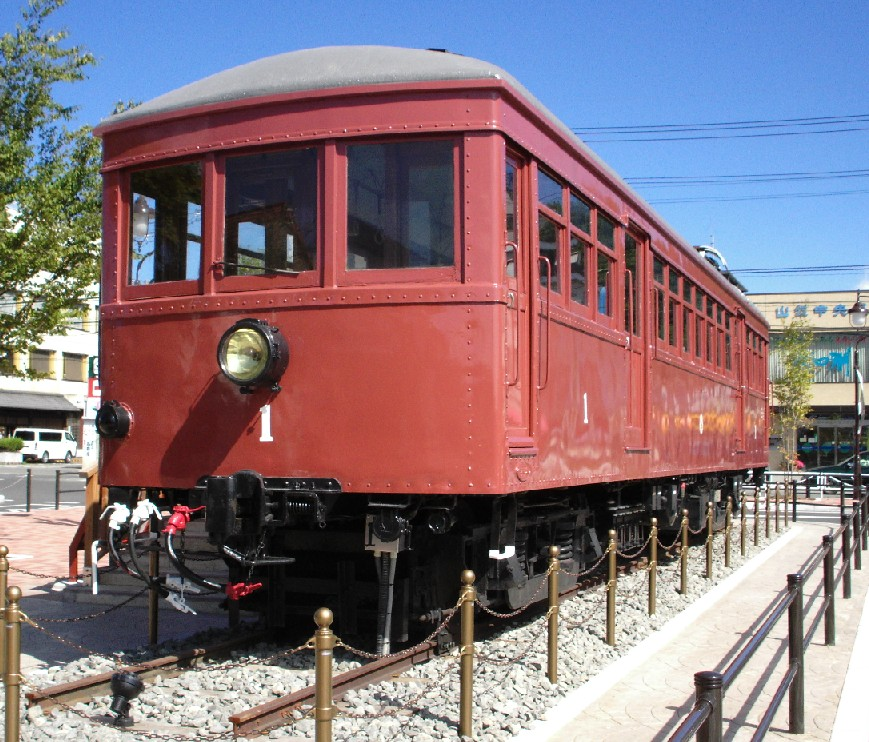
5200形 - 元小田急1900形の車体流用車。
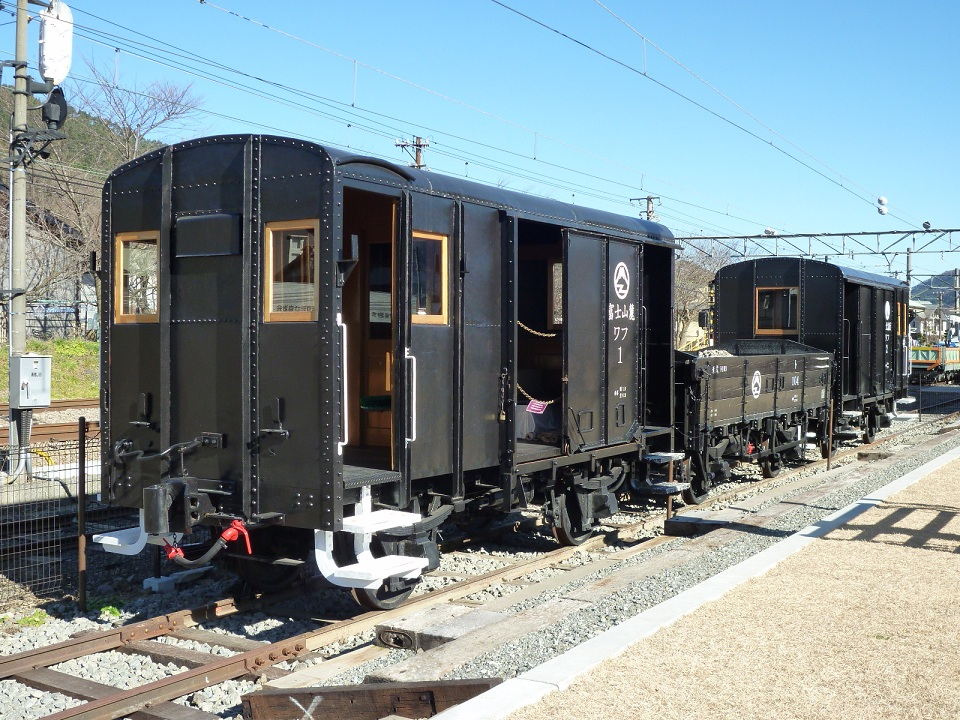
7000形 - 元17m旧型国電。
- 3100形

- モ1形 → モハ500形 → モハ3600形
1929年の開業時に5両 (1 - 5) が用意された電動客車。1952年から1953年にかけて車体更新によりモハ500形 (501 - 505) となり、1962年に更新改造によりモハ3600形・モハ3630形に改称された。
1942年には2両（7・8）が増備された。こちらは更新されることなく1952年にモハ507・508に改称された。
- モワ1形 → モハニ6形 → モハ6形 → モハ500形　→　モハ3630形
1929年の開業時に1両 (1) が用意された電動貨車。1934年に旅客車化されてモハニ6形 (6) となり、さらに1941年に車体延長のうえ全室客室化されモハ1 (6) となった。1953年:に鋼体化のうえモハ500形 (506) となり、1965年にモハ3630形 (3633) となった。
- モニ100形
1969年にモハ507・508を改造した荷物電車。1982年廃車。
- モハ20形 → モハ600形
  - モハ20 → モハ601
日本国有鉄道モヤ4001（譲渡時にモヤ4002と振替）を1949年に譲り受けたもの。鋼体化されずにモハ601へと改番。1957年3月、岳南鉄道に貸渡し、その後1960年4月に正式譲渡。岳南鉄道では鋼体化されモハ1102となる。
  - モハ21 → モハ602
日本国有鉄道モハ10060を1949年に譲り受けたもの。1951年9月鋼体化。
  - モハ22 → モハ603 → モハ3604
日本国有鉄道青梅線（旧青梅電気鉄道）クハ706を1950年に譲り受け、1951年1月に電動車化したもの。

- サハ200形 (200)  → ハ200形 (200) 
1899年平岡工場製の旧日本鉄道のボギー客車（ホハフ2610）を出自に持つ木製付随車。1941年5月に自社工場で大改装のうえ入線した。戦前は貴賓車としても使用された。晩年は制御回路を外して後付付随車（ハ200形）となった。1962年廃車。
- ハニ250形 → クハニ350形・クハニ800形
  - ハニ250 → クハニ350 → クハニ801 
旧九州鉄道のボギー客車（ナユニ5502）を出自に持つ木製付随車。1940年4月入線。1950年10月、鋼体化によりクハニ350形 (350) となった。
  - ハニ251 → クハニ351 → クハ3664
旧鉄道省ナニ6085。1940年4月入線。1950年9月、鋼体化によりクハニ350形 (351) となった。1966年に荷物室を撤去してクハ3660形 (3664) となった。
  - ハニ252 → クハニ352 → クハ3663
旧鉄道省ホハフ2850。1941年2月入線。1951年9月、鋼体化によりクハニ350形 (352) となった。1963年に荷物室を撤去してクハ3660形 (3663) となった。
  - ハニ253・254 → クハニ804・805 → クハ3661・3662
鉄道省サハ19014・19015を1940年に譲り受けたもの。1951年9月鋼体化によりクハニ800形（804・805）となり、1962年に更新改造によりクハ3660形（3661・3662）となった。
  - ハニ255
運輸省サハ19009を1949年に譲り受けたもの。鋼体化されないまま、1962年10月廃車。

- ロハ300形 (300)  → ロハ900形 (901) 
日本国有鉄道青梅線（旧青梅電気鉄道）クモハ103を1950年10月に譲り受けたもの。客室の3分の1を二等室とし、連合軍専用としたが、後年日本人にも開放した。1968年、流山電気鉄道に譲渡（クハ53）。

気動車
- キハ58形 (58001 - 58003) 
中央本線急行列車併結用の気動車。1962年、1963年日本車輌製造製。1975年（昭和50年）、有田鉄道に譲渡。

貨車
- ワ1形（ワ1 - 8）
1929年の開業時に用意された新潟鐵工所製の10トン積み2軸有蓋車。
- ワフ1形（ワフ1・2）
1974年に南海電気鉄道から譲り受けた鋼製有蓋緩急車。旧形式番号はワブ501形（ワブ513・517）。モニ100形の牽引する貨物列車の最後尾に連結されたが、1990年10月に廃車となった。
- ト100形（ト101 - 107）
1929年の開業時に用意された新潟鐵工所製の10トン積み2軸無蓋車。事業用に使用されていたト104が1996年3月に廃車となり、形式消滅した。
- ト100形（ト109）
1949年2月に国鉄から譲り受けた無蓋車。旧番号はト14540。
- ホキ800形（ホキ801）
JRのホキ800形と同形のバラスト散布用ホッパ車。

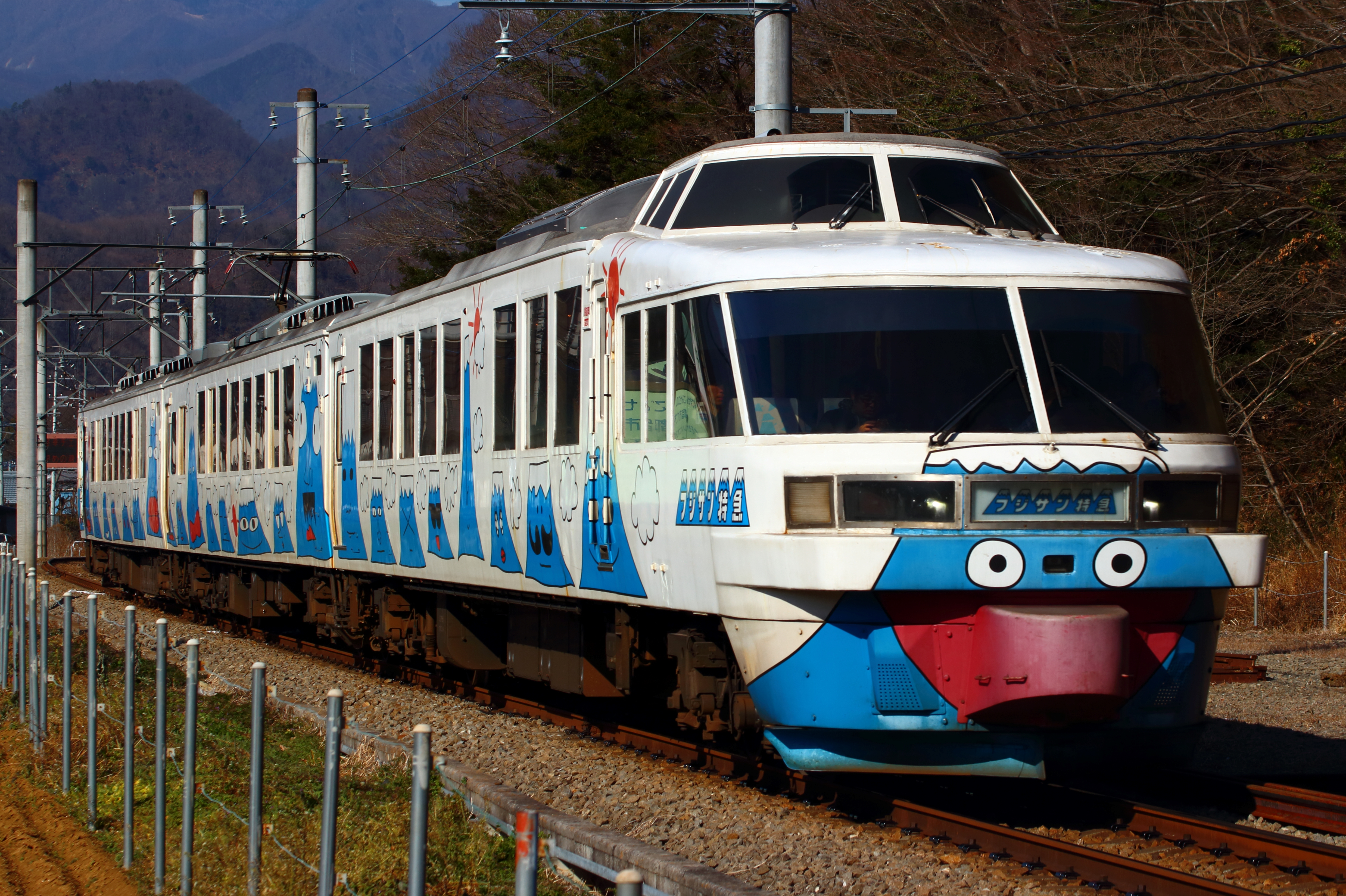
2000系「フジサン特急」
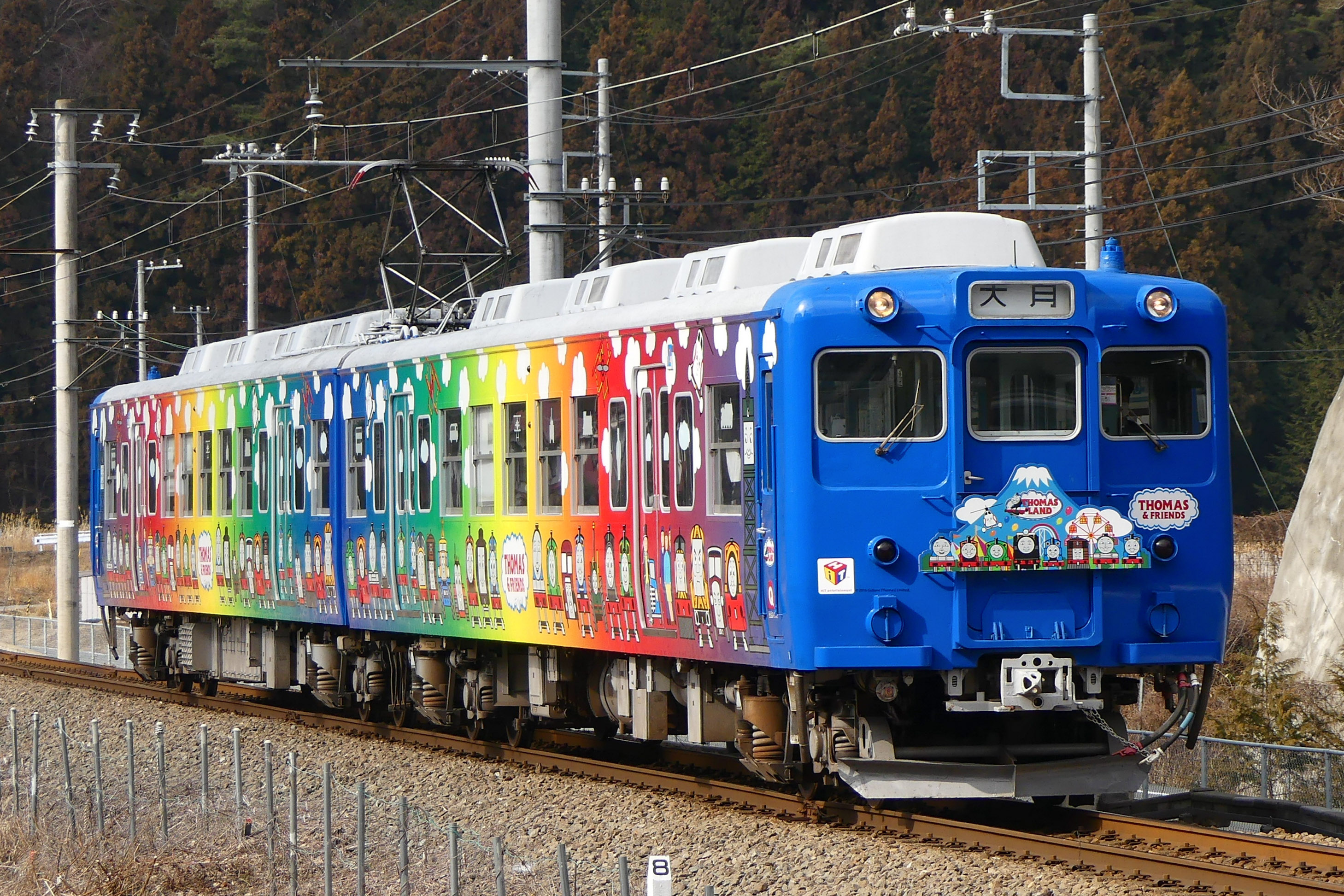
5000形「トーマスランド号」
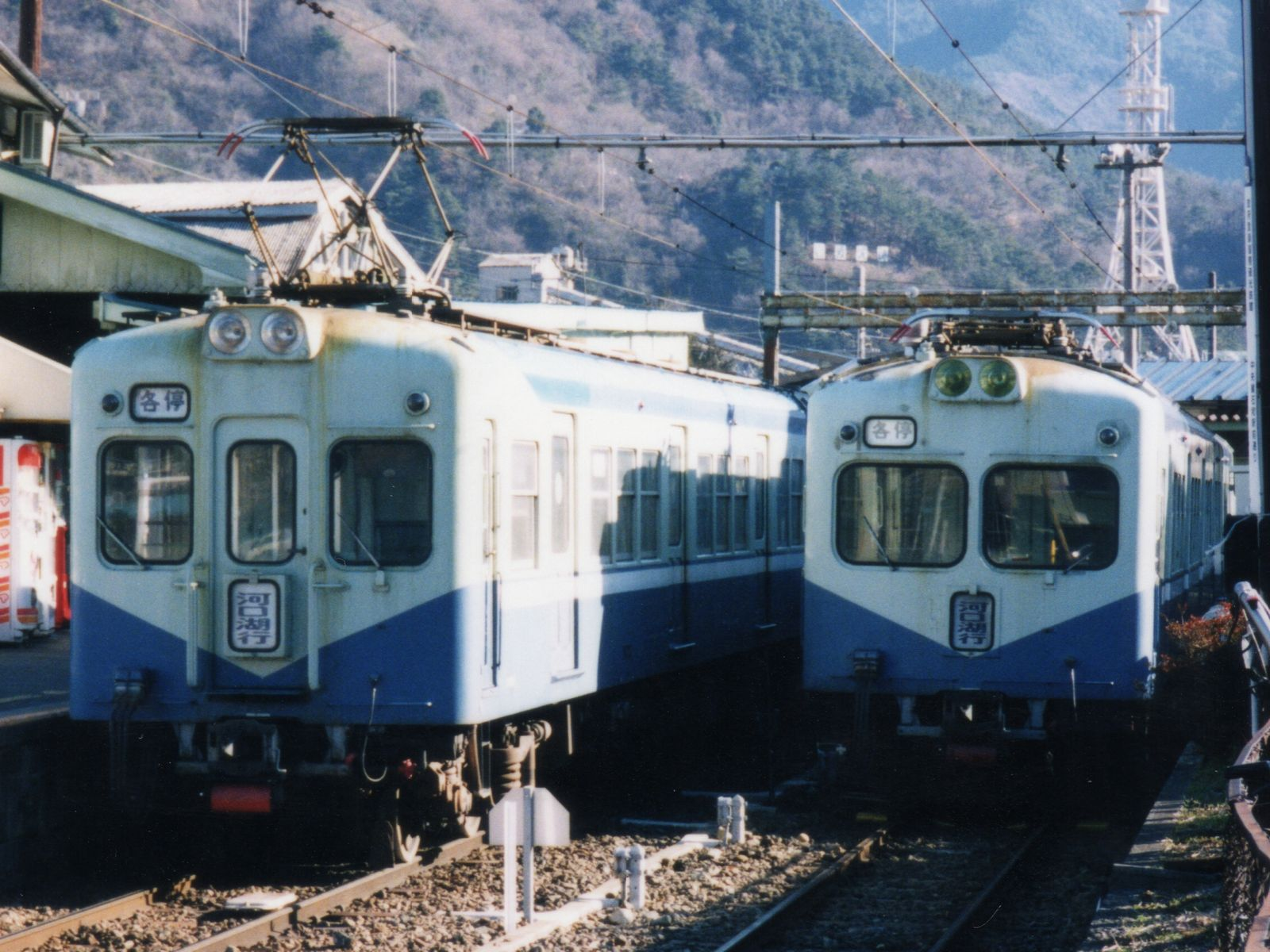
5700形
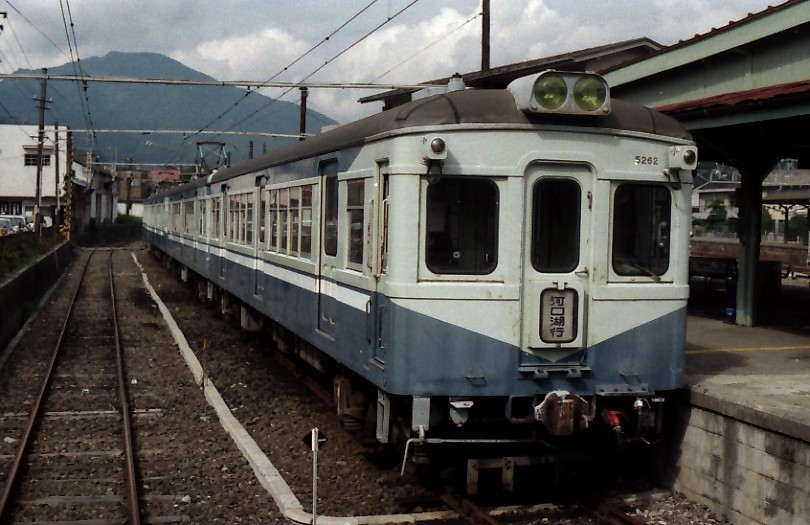
5200形
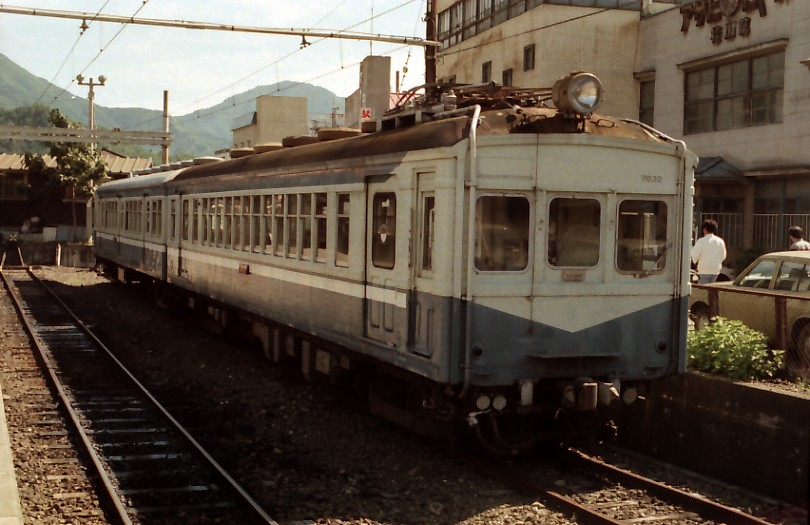
7000形
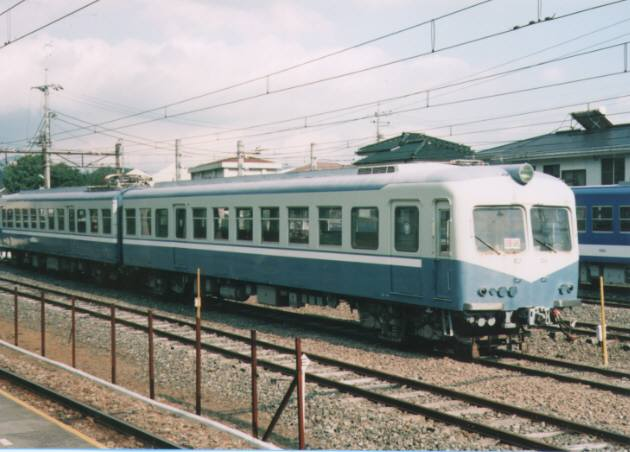
3100形
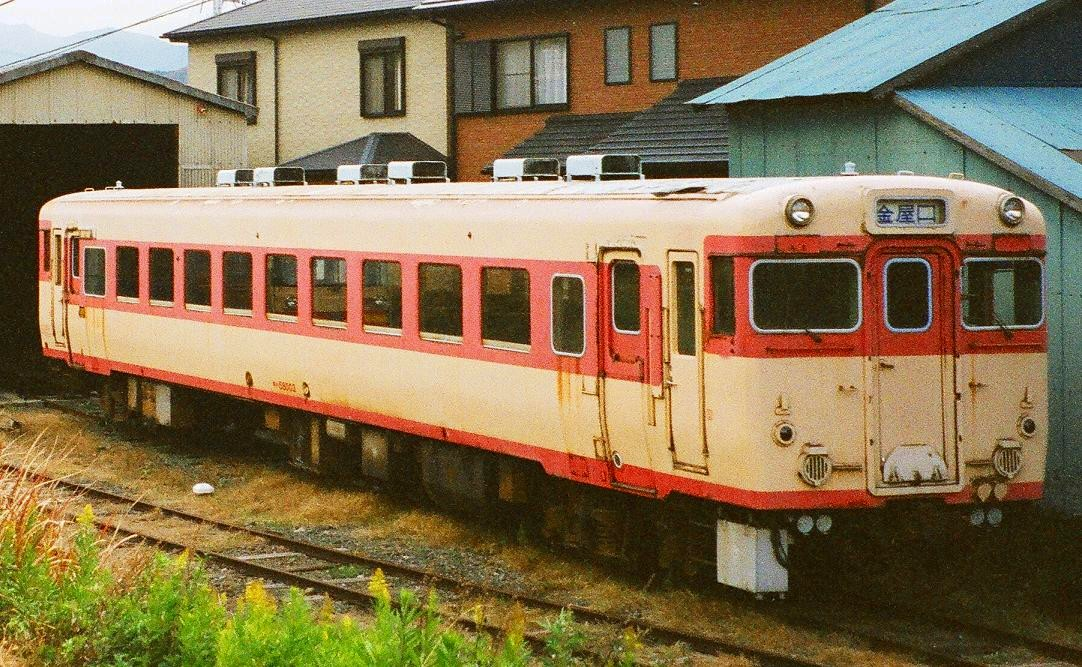
キハ58形

保存車両
モ1形が河口湖駅にて保存されているほか、下吉田駅構内の「下吉田ブルートレインテラス」にも複数の車両が保存・展示されている。
- モ1形電車
- ワフ1形とト100形

### 車両数の変遷
| 年          | 3600形 | 3100形 | 7000形 | 5000形 | 5200形 | 5700形 | 1000系 | 2000系 | 6000・6500系 | 計（冷房車） |
| ----------- | ------ | ------ | ------ | ------ | ------ | ------ | ------ | ------ | ------------ | ------------ |
| 1982        | 4      | 2      | 6      | 2      | 8      |        |        |        |              | 22 (2)       |
| 1983        | 4      | 2      | 6      | 2      | 8      | 6      |        |        |              | 28 (2)       |
| 1984        | 2      | 2      |        | 2      | 6      | 10     |        |        |              | 22 (2)       |
| 1985 - 1993 | 2      | 2      |        | 2      |        | 16     |        |        |              | 22 (2)       |
| 1994        |        | 2      |        | 2      |        | 14     | 4      |        |              | 22 (6)       |
| 1995        |        | 2      |        | 2      |        | 14     | 10     |        |              | 28 (12)      |
| 1996        |        | 2      |        | 2      |        | 6      | 16     |        |              | 26 (22)      |
| 1997 - 2001 |        |        |        | 2      |        |        | 18     |        |              | 20 (20)      |
| 2002 - 2011 |        |        |        | 2      |        |        | 18     | 6      |              | 26 (26)      |
| 2013        |        |        |        | 2      |        |        | 10     | 6      | 12           | 30 (30)      |

- 事業用車除く
- 1982・83年は1月1日現在、84年以降は4月1日現在
- 『私鉄車両編成表』各年版、ジェー・アール・アール